# Prokulf
Prokulf (986-1014) serait un des premiers évêques missionnaires à s'être rendu en Petite-Pologne à la fin du Xe siècle. Bien qu’il figure dans le plus vieux catalogue officiel des évêques de Cracovie (daté du XIIIe siècle) comme le deuxième évêque de Cracovie après Prochor (de), de nombreux historiens contemporains pensent qu’il s’agit d’un personnage légendaire qui n’a jamais existé.
Le nom de ce personnage est probablement d'origine grecque.